# خلج مالمیر
خلج روستایی در دهستان مالمیر بخش سربند شهرستان شازند استان مرکزی ایران است.
این روستا در فاصله ۸۶ کیلومتری جنوب غربی اراک است.

## جمعیت
بر پایه سرشماری عمومی نفوس و مسکن در سال ۱۳۹۵ جمعیت این روستا ۱۱۱ نفر (۴۴خانوار) بوده‌است.

## نام‌گذاری
علت نام‌گذاری روستای خلج به خلج مالمیر وجود سه روستا به نام خلج در بخش سربند است که برای جلوگیری از اشتباه پسوند مالمیر به آن افزوده شده‌است.

## ویژگی
وجود دره سماق لو یا سماق لی دومین ذخیرگاه جنگلی استان مرکزی واقع در جنوب غربی روستای خلج از ویژگی‌های این روستا بوده که مساحت کل این منطقه ۱۴۷ هکتار است.
مردم روستای خلج به زبان تُرکی صحبت می کنند و همانطور که از نام روستا بر می‌آید از قوم خلج هستند.
کشت غالب گندم ، جو و یونجه می باشد.
محصولات باغی هم شامل گردو،سیب،گیلاس،بادام، انگور می باشد.